# Spaceman (2024)
Spaceman is een Amerikaanse sciencefictionfilm uit 2024 onder regie van Johan Renck. Het verhaal hierin is gebaseerd op dat uit het boek Spaceman of Bohemia (2017) van Jaroslav Kalfař.

## Verhaal
Astronaut Jakub Procházka is al meer dan een half jaar onderweg tijdens een solomissie die hem naar een interstellaire gaswolk achter Jupiter moet brengen. Hij zal na onderzoek nog eens zolang moeten reizen om terug te keren op aarde. Jakub is moe en voelt zich eenzaam, wat wordt verergerd doordat zijn zwangere echtgenote Lenka sinds kort weigert contact met hem te hebben. Dit omdat ze gefrustreerd is over hun relatie. Lenka heeft besloten om bij Jakub weg te gaan, maar zijn leidinggevende Tuma weigert om dit aan hem door te geven om zijn stress niet verder te verergeren. Zodoende spreekt Jakub alleen regelmatig met technicus Peter. Dit verandert wanneer Jakub aan boord een enorm spinachtig wezen tegenkomt dat met hem begint te praten. Het bestaat al sinds het ontstaan van het universum en wil graag meer leren over mensen. Jakub stelt na een eerste schrikreactie steeds meer prijs op het gezelschap van het wezen, dat zich door hem Hanuš laat noemen.

## Rolverdeling
| Acteur              | Personage        |
| ------------------- | ---------------- |
| Adam Sandler        | Jakub Procházka  |
| Carey Mulligan      | Lena Procházka   |
| Paul Dano           | Hanuš (stem)     |
| Kunal Nayyar        | Peter            |
| Isabella Rossellini | Commissaris Tuma |
| Lena Olin           | Zdena            |

## Release en ontvangst
Spaceman ging op 21 februari 2024 in première op het Internationaal filmfestival van Berlijn in de Berlinale Special-sectie en werd vanaf 1 maart 2024 uitgezonden op Netflix. De film kreeg middelmatige kritieken van de filmcritici, met een score van 50% op Rotten Tomatoes, gebaseerd op 127 beoordelingen.